# Wolf Lake (Minnesota)
Pour les articles homonymes, voir Wolf Lake.
Wolf Lake est une ville américaine située dans le Comté de Becker, dans le Minnesota. Selon le recensement de 2010, sa population est de 57 habitants.